# Dubnica
Dubnica es un pueblo ubicado en la municipalidad de Kosjerić, en el distrito de Zlatibor, Serbia.

## Superficie
Posee una superficie de 5,986 kilómetros cuadrados.

## Demografía
Hasta 2011 la población era de 101 habitantes, con una densidad de población de 16,87 habitantes por kilómetro cuadrado.